# Тканевая оксиметрия
Тканевая оксиметрия (англ. tissue oximetry) — неинвазивный метод мониторинга, измеряющий насыщение гемоглобина кислородом в тканях (тканевую сатурацию, англ. tissue saturation, StO2). Технология основана на способности окси- и дезокси- гемоглобина поглощать свет в диапазонах видимого и ближнего инфракрасного излучения.
Частным случаем тканевой оксиметрии является церебральная оксиметрия (англ. cerebral oximetry), при которой измеряется насыщение гемоглобина кислородом в тканях головы и головного мозга (церебральная сатурация, англ. cerebral tissue saturation, SctO2, англ. regional hemoglobin oxygen saturation, rSO2).